# Автошлях Т 0602
Автошля́х Т0602 — автомобільний шлях територіального значення в Житомирській області. Проходить територією Коростишівської міськради від Коростишева на північ до перетину з М06. Загальна довжина — 1,6 км.
Починається від вулиці Київської у центрі Коростишева, йде на північ Семінарською до перетину з E40.